# Cornersville
Cornersville és una població dels Estats Units a l'estat de Tennessee. Segons el cens del 2000 tenia 962 habitants.

## Demografia
Segons el cens del 2000, Cornersville tenia 962 habitants, 371 habitatges, i 251 famílies. La densitat de població era de 197,6 habitants/km².
Dels 371 habitatges en un 35,6% hi vivien nens de menys de 18 anys, en un 53,6% hi vivien parelles casades, en un 11,3% dones solteres, i en un 32,3% no eren unitats familiars. En el 28,8% dels habitatges hi vivien persones soles el 17,5% de les quals corresponia a persones de 65 anys o més que vivien soles. El nombre mitjà de persones vivint en cada habitatge era de 2,55 i el nombre mitjà de persones que vivien en cada família era de 3,17.
Per edats la població es repartia de la següent manera: un 28,4% tenia menys de 18 anys, un 6,4% entre 18 i 24, un 28,6% entre 25 i 44, un 19,8% de 45 a 60 i un 16,8% 65 anys o més.
L'edat mediana era de 36 anys. Per cada 100 dones de 18 o més anys hi havia 79,9 homes.
La renda mediana per habitatge era de 35.577 $ i la renda mediana per família de 45.313 $. Els homes tenien una renda mediana de 32.000 $ mentre que les dones 21.875 $. La renda per capita de la població era de 15.810 $. Entorn del 7,2% de les famílies i el 13,5% de la població estaven per davall del llindar de pobresa.

## Poblacions més properes
El següent diagrama mostra les poblacions més properes.